# Costa Ricaanse nachtschade

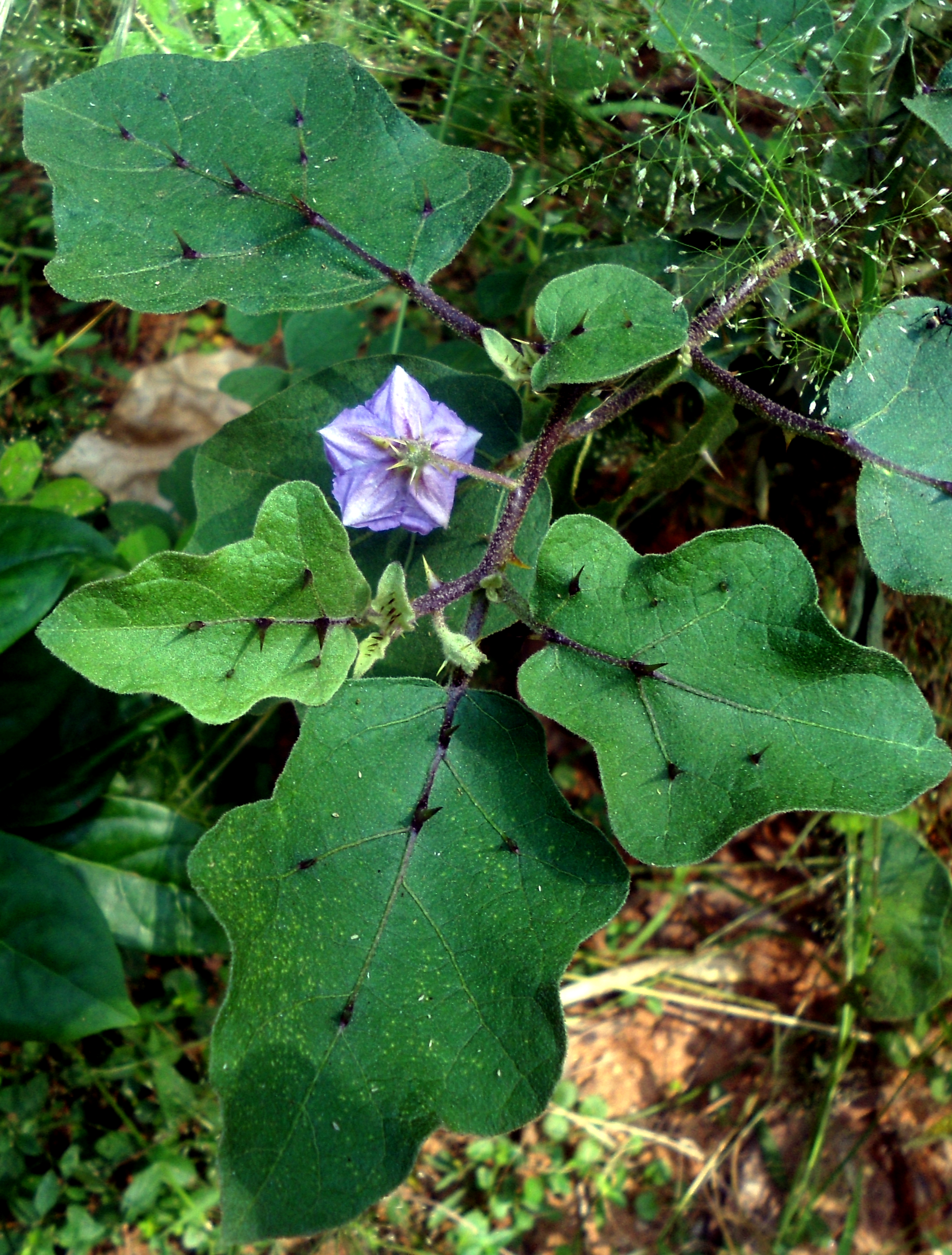
Bladeren

De Costa Ricaanse nachtschade (Solanum wendlandii) is een liaan, die tot 6 m hoog kan klimmen of kruipt als hij geen steun kan vinden. De stengels en bladeren hebben gekromde stekels. De bladeren groeien afwisselend geplaatst aan de dunnere loten. Ze kunnen ongelobd, drielobbig of vijf- tot zevenlobbig zijn. Ze zijn tot 25 cm lang en tot 15 cm breed.
De bloemen groeien in tot 20 cm lange bloeiwijzen. De lila bloemen zijn 3,5–6 cm breed, zwak vijflobbig en hebben een kegeltje van meeldraden in het midden. De vruchten zijn eivormige 3,5-8 cm lange geel tot oranje besen.
De Costa Ricaanse nachtschade komt van nature voor in Costa Rica. In Zuid-Amerika wordt hij veel in tuinen aangeplant.
... · 
S. bauerianum · 
S. crispum · 
S. dulcamara (Bitterzoet) · 
S. jasminoides (Klimmende nachtschade) · 
S. lycocarpum · 
S. lycopersicum (Tomaat) · 
S. macrocarpon (Antruwa) · 
S. melongena (Aubergine) · 
S. muricatum (Pepino) · 
S. nigrum (Zwarte nachtschade) · 
S. nigrum subsp. schultesii (Beklierde nachtschade) · 
S. physalifolium (Glansbesnachtschade) · 
S. quitoense (Lulo) · 
S. sodomaeum (Sodomsappel) · 
S. sessiliflorum (Orinoco-appel) · 
S. triflorum (Driebloemige nachtschade) · 
S. tuberosum (Aardappel) · 
S. uporo (Kannibaaltomaat) · 
S. villosum (Donsnachtschade) · 
S. wendlandii (Costa Ricaanse nachtschade) · 
...